# Онлајн-куповина
Онлајн-куповина (енгл. Online Shopping) облик је електронске трговине која омогућава потрошачима да директно купују добра или услуге од продавца путем интернета коришћењем веб-прегледача. Потрошачи проналазе производ од интереса тако што директно посете веб-сајт трговца или претраживањем алтернативних добављача помоћу претраживача за куповину, који приказује доступност истог производа и цене на разним е-трговцима. Од 2016. године, потрошачи могу куповати на мрежи користећи разне рачунаре и уређаје, укључујући стоне рачунаре, лаптопове, табличне рачунаре и паметне телефоне.